# Acanthophyllum pachystegium
Acanthophyllum pachystegium är en nejlikväxtart som beskrevs av K. H. Rechinger. Acanthophyllum pachystegium ingår i släktet Acanthophyllum och familjen nejlikväxter. Inga underarter finns listade i Catalogue of Life.